# Catarina Santos
Catarina Santos é uma jornalista portuguesa. É a única profissional a renovar um Prémio Gazeta, conquistando a mesma categoria por dois anos consecutivos, em 2014 e 2015. Desde 2018 é editora multimédia do jornal digital Observador.
Licenciada em jornalismo e ciências da comunicação pela Universidade do Porto, Catarina Santos começaria a carreira no Jornal Tempo Medicina, passando pelo Canal UP antes de entrar na redação do grupo Renascença Multimédia em 2008.

## Prémios
É no Grupo Renascença que Catarina Santos desenvolve os seus trabalhos mais premiados. O trabalho "Vidas de silêncio", sobre as Monjas Carmelitas Descalças, ganha o Prémio de Videojornalismo do Observatório de Ciberjornalismo da Universidade do Porto 2009.  A sua reportagem de rádio "A Sul da Sorte", sobre a crise migratória no Mediterrâneo, recebe uma Menção Honrosa do Prémio de Jornalismo Direitos Humanos e Integração da Comissão Nacional da UNESCO 2015, outra nos Prémio de Jornalismo da Associação Corações com Coroa 2015 e um Prémio Gazeta Multimédia 2014.
A reportagem "20 anos são dois dias", sobre o massacre de Srebrenica, conquistou o Prémio Gazeta Multimédia 2015.
O trabalho "Encalhados no quintal da Europa", também sobre a crise migratória, recebeu em 2016 o Prémio de Reportagem Multimédia do Observatório de Ciberjornalismo da Universidade do Porto e, em 2017, o Migration Media Award do do International Centre for Migration Policy Development e uma Menção Honrosa do Prémio de Jornalismo Direitos Humanos e Integração da Comissão Nacional da UNESCO.